# Czarny Las (hromada Załoźce)
Czarny Las (ukr. Чорний Ліс, Czornyj Lis) – wieś na Ukrainie, w  obwodzie tarnopolskim, w rejonie tarnopolskim.
Do 2020 w rejonie zborowskim.